# Додда а

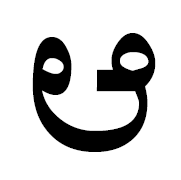
Додда а

Додда а (ದೊಡ್ಡ ಆ - большая А), дирга свара «А» или акараву (канн. ಆಕಾರವು) — вторая буква алфавита каннада, долгий ненапряжённый гласный среднего ряда нижнего подъёма «А». Внутри слова передаётся контактным диакритическим знаком илийу (или).

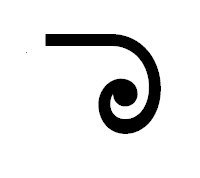
Илийу